# 1986-os Formula–1 világbajnokság
Az 1986-os Formula–1-es szezon volt a 37. FIA Formula–1 világbajnoki szezon. 1986. március 23-ától október 26-áig tartott.
Az évet a Williams két versenyzője, Nigel Mansell és Nelson Piquet uralta, ám végül egyikük sem lett világbajnok: az évadzáró ausztrál nagydíjon mindketten defektet kaptak, és a nevető harmadik Alain Prost megvédte címét. Jack Brabham 1959-es és 1960-as bajnoki címe után először lett valaki egymás után kétszer is világbajnok. Hosszú szünet után visszatért a versenynaptárba a spanyol nagydíj a jerezi pályával. Először rendezték meg a magyar nagydíjat az újonnan épített Hungaroringen. A versenyt Piquet nyerte Senna előtt, aki végül negyedik lett a pontversenyben, akárcsak az előző évben. A Williams nagy előnnyel nyerte a konstruktőr vb-t a McLaren előtt.
A bajnoki küzdelmet Alain Prost, Nelson Piquet, Nigel Mansell és Ayrton Senna uralták, őket nevezték emiatt a "négyek bandájának" is.
Miután a szívómotorokat betiltották, ez volt az első olyan idény, amikor kizárólag turbómotorok alkalmazására volt lehetőség. A korlátozás egészen 1989-ig maradt életben.
Az 1986-os Formula–1-es versenyautók voltak a valaha létezett legerősebbek. Még nem korlátozták a motorok teljesítményét, így néhány, köztük az erős, de megbízhatatlan BMW M12/13 képes volt akár 1350 lóerő leadására is időmérő edzéseken. Mivel ez a teljesítmény az egész autót igénybevette, így a futamokon jellemzően egy másik beállítást használtak, amely már nem a minél gyorsabb köridőre volt optimalizálva, s így érték el, hogy a motorok ne menjenek idő előtt tönkre. Az autók teljesítménye a súlyukhoz képest (ami átlagosan 540 kg volt) szintén rendkívüli volt, így valóban hihetetlen erejük volt. A szerkezetek egyetlen igazi hátrányos tulajdonsága a késleltetettség volt: ebben az időben a turbómotorok teljesen mechanikusak voltak, és a gyártók némelyike (különösen a Ford és a Honda) nem tudta megnyugtatóan megoldani azt a problémát, hogy az erőhatás a gázadást követő 2-3 másodperccel jelentkezett csak - akkor viszont robbanásszerűen. Emiatt nagyon nehéz volt vezetni ezeket a kocsikat, és bonyolult versenyzői feladat volt annak kiszámítása, mikor érdemes rálépni a gázra és mennyire.

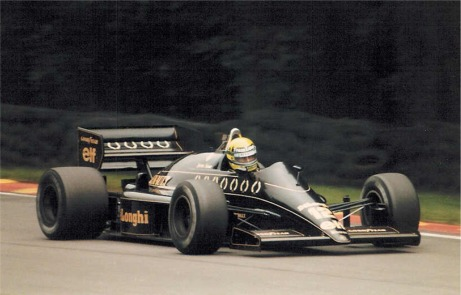
Ayrton Senna a Lotusszal Brands Hatch-ben

Összességében a motorok körülbelül 900-1000 lóerőt tudtak leadni. A BMW már említett motorja mögött a második legerősebb a Williams csapat ikerturbós V6-os Honda-motorja volt, ettől a kettőtől pedig némiképp elmaradt a Ferrari, a TAG-Porsche, és a Renault megoldása. A Ford-Cosworth V6-os turbómotorja sietős munka eredménye lett, így kiforratlan és meglehetősen gyenge lett, de a folyamatos fejlesztéseknek hála versenyről versenyre jobb lett. A leggyengébb és legmegbízhatatlanabb motorok tulajdonosai az Alfa Romeo és a Motori Moderni voltak. Az évtized elejéhez képest a motorok átlagos lóereje éppen a kétszeresére emelkedett.

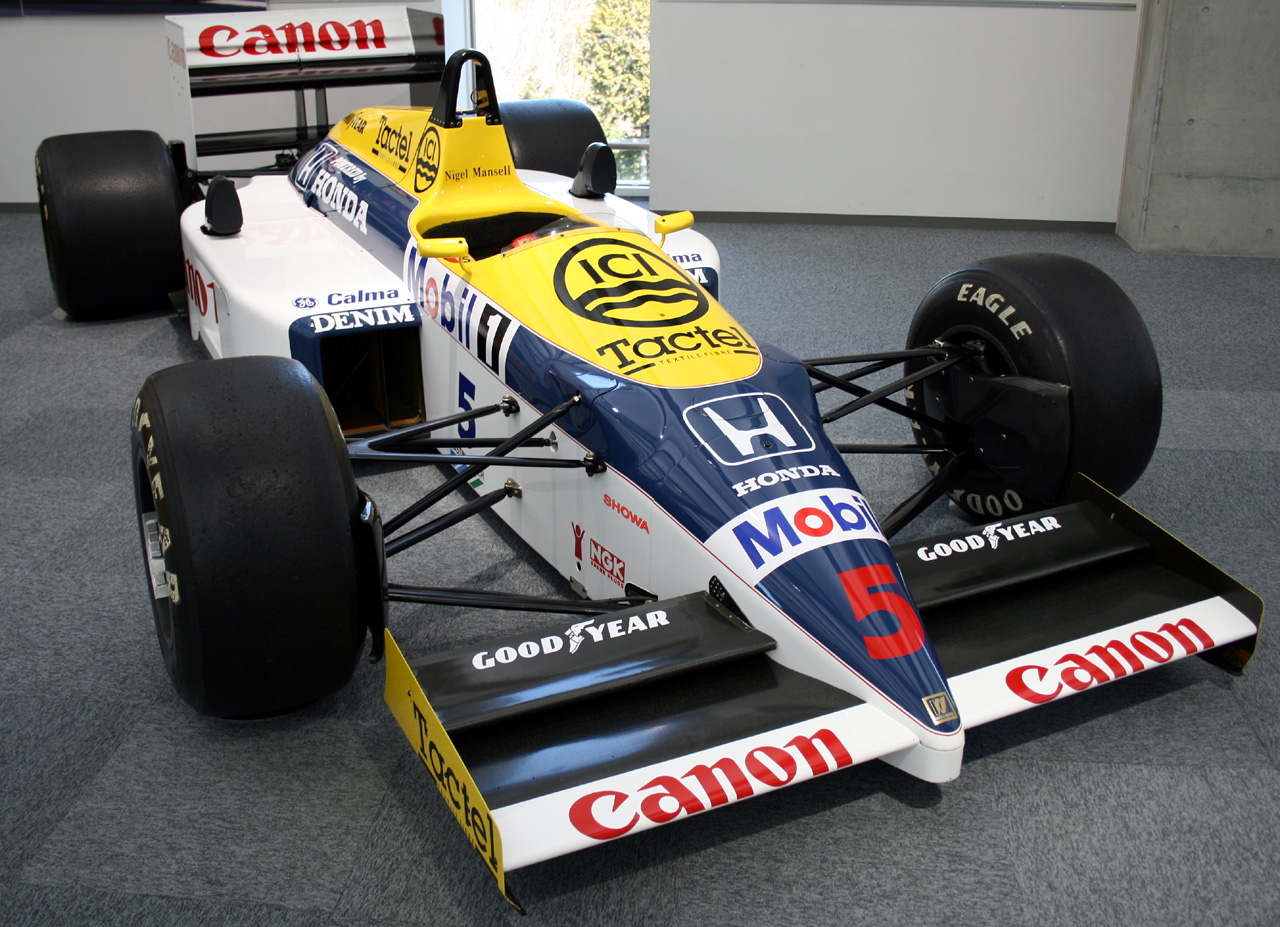
Mansell Williams-Hondája

Még egy nagy probléma volt az üzemanyag-felhasználás, mivel egy versenyen már csak 195 litert lehetett használni, és ez az erősebb motorok megnövekedett fogyasztását nézve komoly gondot okozott. Nem egyszer fordult elő egy futamon, hogy megálltak a versenyautók, mert nem volt több üzemanyaguk - a legjellegzetesebb példája ennek Hockenheimben volt, ahol Alain Prost néhány méterrel a cél előtt állt meg a harmadik helyről, és kétségbeesetten próbálta áttaszigálni autóját a célvonalon, sikertelenül. Főként a Honda motorokat sújtotta ez a probléma.
1986 végén visszavonult Patrick Tambay, valamint az 1980-as és 1982-es világbajnokok, Alan Jones és Keke Rosberg. Jacques Laffite a Brit Nagydíjon szenvedett sérülései miatt kényszerült visszavonulásra, Johnny Dumfries, Huub Rothengatter, és Allen Berg pedig mindössze ezen az egy idényen indultak a Formula–1-ben. Marc Surer egy ralibaleset miatt volt kénytelen feladni versenyzői karrierjét, Elio de Angelis pedig egy teszthétvégén szenvedett halálos balesetet - sokáig ő volt a Formula–1 utolsó halálos áldozata.
Az idényben két új pálya kapott szerepet: a magyar nagydíj, és a mexikói nagydíj (mely 16 év után tért vissza). 33 év után kikerült viszont a naptárból a holland nagydíj, és 21 év után a dél-afrikai Nagydíj.

## Csapatok és versenyzők
| Csapat                         | Konstruktőr            | Kasztni        | Motor                                                  | Gumik | Rajtszám | Pilóta             | Futamok     |
| ------------------------------ | ---------------------- | -------------- | ------------------------------------------------------ | ----- | -------- | ------------------ | ----------- |
| Marlboro McLaren TAG Turbo     | McLaren-TAG            | MP4/2C         | TAG-Porsche TTE PO1 1,5L V6 turbó                      | G     | 1        | Alain Prost        | Mind        |
| Marlboro McLaren TAG Turbo     | McLaren-TAG            | MP4/2C         | TAG-Porsche TTE PO1 1,5L V6 turbó                      | G     | 2        | Keke Rosberg       | Mind        |
| Data General Team Tyrrell      | Tyrrell-Renault        | 014 015        | Renault EF4B 1,5L V6 turbó                             | G     | 3        | Martin Brundle     | Mind        |
| Data General Team Tyrrell      | Tyrrell-Renault        | 014 015        | Renault EF4B 1,5L V6 turbó                             | G     | 4        | Philippe Streiff   | Mind        |
| Canon Williams Honda Team      | Williams-Honda         | FW11           | Honda RA166E 1,5L V6 turbó                             | G     | 5        | Nigel Mansell      | Mind        |
| Canon Williams Honda Team      | Williams-Honda         | FW11           | Honda RA166E 1,5L V6 turbó                             | G     | 6        | Nelson Piquet      | Mind        |
| Olivetti Brabham               | Brabham-BMW            | BT54 BT55      | BMW M12/13 1,5L soros négyhengeres turbó               | P     | 7        | Riccardo Patrese   | Mind        |
| Olivetti Brabham               | Brabham-BMW            | BT54 BT55      | BMW M12/13 1,5L soros négyhengeres turbó               | P     | 8        | Elio de Angelis    | 1–4         |
| Olivetti Brabham               | Brabham-BMW            | BT54 BT55      | BMW M12/13 1,5L soros négyhengeres turbó               | P     | 8        | Derek Warwick      | 6–16        |
| John Player Special Team Lotus | Lotus-Renault          | 98T            | Renault EF15B 1,5L V6 turbó                            | G     | 11       | Johnny Dumfries    | Mind        |
| John Player Special Team Lotus | Lotus-Renault          | 98T            | Renault EF15B 1,5L V6 turbó                            | G     | 12       | Ayrton Senna       | Mind        |
| West Zakspeed Racing           | Zakspeed               | 861            | Zakspeed 1500/4 1,5L soros négyhengeres turbó          | G     | 14       | Jonathan Palmer    | Mind        |
| West Zakspeed Racing           | Zakspeed               | 861            | Zakspeed 1500/4 1,5L soros négyhengeres turbó          | G     | 29       | Huub Rothengatter  | 3–16        |
| Team Haas (USA) Ltd.           | Lola-Hart              | THL1           | Hart 415T 1,5L soros négyhengeres turbó                | G     | 15       | Alan Jones         | 1–2         |
| Team Haas (USA) Ltd.           | Lola-Hart              | THL1           | Hart 415T 1,5L soros négyhengeres turbó                | G     | 16       | Patrick Tambay     | 1–3         |
| Team Haas (USA) Ltd.           | Lola-Ford              | THL2           | Ford-TEC 1,5L V6 turbó                                 | G     | 15       | Alan Jones         | 3–16        |
| Team Haas (USA) Ltd.           | Lola-Ford              | THL2           | Ford-TEC 1,5L V6 turbó                                 | G     | 16       | Patrick Tambay     | 4–6, 8–16   |
| Team Haas (USA) Ltd.           | Lola-Ford              | THL2           | Ford-TEC 1,5L V6 turbó                                 | G     | 16       | Eddie Cheever      | 7           |
| Barclay Arrows BMW             | Arrows-BMW             | A8 A9          | BMW M12/13 1,5L soros négyhengeres turbó               | G     | 17       | Marc Surer         | 1–5         |
| Barclay Arrows BMW             | Arrows-BMW             | A8 A9          | BMW M12/13 1,5L soros négyhengeres turbó               | G     | 17       | Christian Danner   | 7–16        |
| Barclay Arrows BMW             | Arrows-BMW             | A8 A9          | BMW M12/13 1,5L soros négyhengeres turbó               | G     | 18       | Thierry Boutsen    | Mind        |
| Benetton BMW Team              | Benetton-BMW           | B186           | BMW M12/13 1,5L soros négyhengeres turbó               | P     | 19       | Teo Fabi           | Mind        |
| Benetton BMW Team              | Benetton-BMW           | B186           | BMW M12/13 1,5L soros négyhengeres turbó               | P     | 20       | Gerhard Berger     | Mind        |
| Osella Squadra Corse           | Osella-Alfa Romeo      | FA1G FA1F FA1H | Alfa Romeo 890T 1,5L V8 turbó                          | P     | 21       | Piercarlo Ghinzani | Mind        |
| Osella Squadra Corse           | Osella-Alfa Romeo      | FA1G FA1F FA1H | Alfa Romeo 890T 1,5L V8 turbó                          | P     | 22       | Christian Danner   | 1–6         |
| Osella Squadra Corse           | Osella-Alfa Romeo      | FA1G FA1F FA1H | Alfa Romeo 890T 1,5L V8 turbó                          | P     | 22       | Allen Berg         | 7–12, 14–16 |
| Osella Squadra Corse           | Osella-Alfa Romeo      | FA1G FA1F FA1H | Alfa Romeo 890T 1,5L V8 turbó                          | P     | 22       | Alex Caffi         | 13          |
| Minardi Team                   | Minardi-Motori Moderni | M185B M186     | Motori Moderni Tipo 615–90 1,5L V6 turbó               | P     | 23       | Andrea de Cesaris  | Mind        |
| Minardi Team                   | Minardi-Motori Moderni | M185B M186     | Motori Moderni Tipo 615–90 1,5L V6 turbó               | P     | 24       | Alessandro Nannini | Mind        |
| Équipe Ligier                  | Ligier-Renault         | JS27           | Renault EF4B 1,5L V6 turbó Renault EF15B 1,5L V6 turbó | P     | 25       | René Arnoux        | Mind        |
| Équipe Ligier                  | Ligier-Renault         | JS27           | Renault EF4B 1,5L V6 turbó Renault EF15B 1,5L V6 turbó | P     | 26       | Jacques Laffite    | 1–9         |
| Équipe Ligier                  | Ligier-Renault         | JS27           | Renault EF4B 1,5L V6 turbó Renault EF15B 1,5L V6 turbó | P     | 26       | Philippe Alliot    | 10–16       |
| Scuderia Ferrari               | Ferrari                | F1/86          | Ferrari Tipo 032 1,5L V6 turbó                         | G     | 27       | Michele Alboreto   | Mind        |
| Scuderia Ferrari               | Ferrari                | F1/86          | Ferrari Tipo 032 1,5L V6 turbó                         | G     | 28       | Stefan Johansson   | Mind        |
| Jolly Club SpA                 | AGS-Motori Moderni     | JH21C          | Motori Moderni Tipo 615–90 1,5L V6 turbó               | P     | 31       | Ivan Capelli       | 13–14       |

### Csapatváltozások

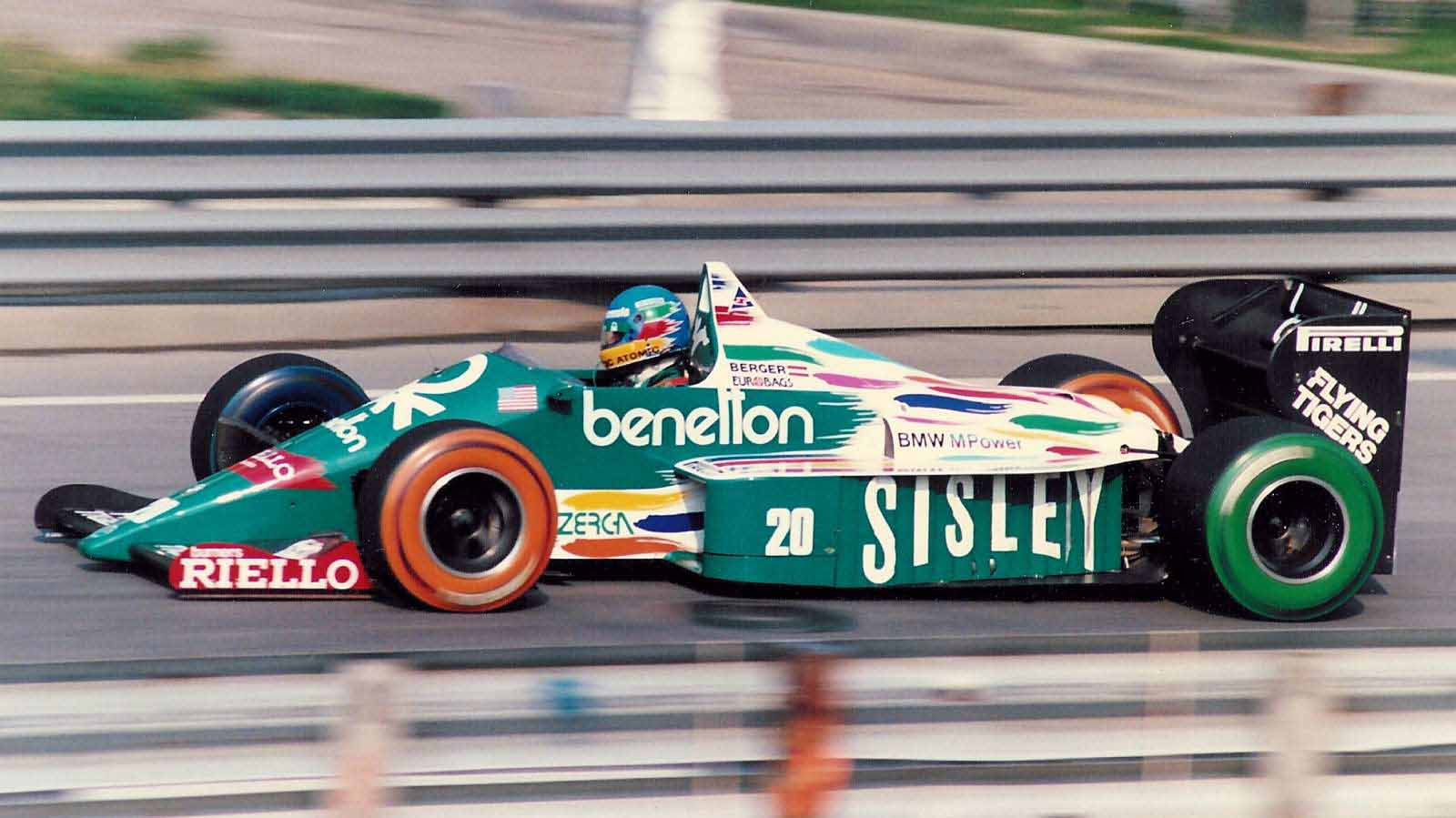
Gerhard Berger Detroitban a Benettonnal

- Gerhard Berger Detroitban a BenettonnalKét gyári csapat is visszalépett a küzdelmektől. A Renault az 1985-ös év végén kiszállt, de még mint motorszállító, 1986-ban is jelen volt. Hasonlóképpen az Alfa Romeo sem indult önálló csapatként, hanem az Osella csapat használta a motorjaikat.
- A RAM és a Spirit csapat már az előző év közben megszűntek és 1986-ban nem is voltak rajta a nevezési listán.
- A Toleman csapatot megvásárolta a Benetton csoport és átkeresztelte Benetton Formula névre.
- A szezon kezdete előtt nem sokkal Frank Williams, a Williams csapatfőnöke súlyos balesetet szenvedett és nyaktól lefelé megbénult. Hosszú ideig távol volt és addig Patrick Head vette át a csapatfőnöki feladatokat.

### Szezonközi változások
- A Haas Lola csapat, amely már az előző évben is a Ford turbómotor késlekedése miatt volt kihagyni a szezon jelentős részét, 1986-ot is a Hart turbómotorokkal kezdte meg. Csak a harmadik nagydíjtól tudták használni a Ford motorokat.
- Az olasz nagydíjon bemutatkozott az AGS csapat, amelynek nem voltak korábban különösebben jelentős eredményei az alsó kategóriákban, ráadásul az egész személyzete mindössze hét embert tett ki. Az autóik megépítéséhez annyi régi Renault-alkatrészt használtak fel, amennyit csak lehetséges volt, egyetlen autójukat pedig a Motori Moderni motorja hajtotta.

### Pilótaváltozások
- Niki Lauda visszavonult, a helyét Keke Rosberg vette át. Nelson Piquet kapott az alkalmon, és a Williamsnél megüresedett helyre ő ült át.
- Elio de Angelis otthagyta a Lotust, mert nem érezte jól magát a csapatnál, főleg hogy azok csak Sennára koncentráltak. Ő kapta meg Piquet felszabadult ülését a Brabhamnél. Senna csapattársa Johnny Dumfries lett, a brazil kérésére.
- Derek Warwick elesett ugyan a lotusos szerződéstől, de miután de Angelis egy tesztbalesetben életét vesztette, ő lehetett a Brabham második pilótája.
- Kanadában a sérült Tambayt helyettesíteni kellett valakivel a Haas Lola csapatnak. Mario Andretti nem vállalta, helyette a fiát, Michaelt javasolta, de neki nem volt szuperlicensze. Egyetlen futam erejéig így Eddie Cheever ugrott be.
- Marc Surer súlyos balesetet szenvedett az éves ADAC Hessen ralin, ezért Christian Danner vette át a helyét az Arrowsnál. Az általa üresen hagyott ülést az Osella csapatnál Allen Berg vette át, majd később Alex Caffi.
- A brit nagydíjon egy rajtbalesetben Jacques Laffite úgy megsérült, hogy az a karrierje végét is jelentette. A Ligier csapatánál Philippe Alliot vette át a helyét.

## Szabályváltozások
Mivel a turbómotorok eszméletlen gyorsasággal fejlődtek, és akár már 1400 lóerő leadására is képesek voltak egy 540 kilogrammos kasztni esetében, ez a bődületes 2500 lóerő/tonna arányhoz vezetett. Ez a teljesítmény csak az időmérő edzéseken volt elérhető, hiszen a motorok, a váltó és a gumiabroncsok legfeljebb pár kört voltak képesek teljesíteni ilyen körülmények mellett, mielőtt tönkrementek volna. Az is igaz volt azonban, hogy versenykörülmények között, még ha takarékoskodtak is az üzemanyaggal, az autók nem voltak sokkal lassabbak.
Ennek köszönhetően, miután 1986-ban már minden csapat turbómotort használt, a sportágba 1987-től kezdődően újra visszahozták a szívómotorokat, és egyben döntés született arról, hogy a turbók teljesítményét először csak különféle eszközökkel lekorlátozzák, majd be is tiltják őket. Ez utóbbira végül 1989-ben került sor.
Az idényben kötelező volt valamennyi csapatnak másfél literes hengerűrtartalmú turbómotort használni. A hengerek száma, a fordulatszám és a lóerők tekintetében nem volt korlátozás. A futamokon használható üzemanyag mennyiségét 195 literre csökkentették, ezzel a szezon során a spórolás fontos taktikai tényezővé lépett elő.
Betiltották a pályák mellett található, drótkerítéshez hasonló kivitelű fogóhálókat.
Elio de Angelis halálos tesztbalesete után előírták, hogy valamennyi eseményen kell lennie egy csapat professzionális tűzoltónak, orvosi személyzetnek, valamint mentőhelikopternek.

## Nagydíjak
| #   | Verseny                | Dátum          | Pálya                     | Győztes pilóta | Győztes csapat | Összefoglaló |
| --- | ---------------------- | -------------- | ------------------------- | -------------- | -------------- | ------------ |
| 421 | brazil nagydíj         | Március 23.    | Jacarepaguá               | Nelson Piquet  | Williams-Honda | Összefoglaló |
| 422 | spanyol nagydíj        | Április 13.    | Jerez                     | Ayrton Senna   | Lotus-Renault  | Összefoglaló |
| 423 | San Marinó-i nagydíj   | Április 27.    | Imola                     | Alain Prost    | McLaren-TAG    | Összefoglaló |
| 424 | monacói nagydíj        | Május 11.      | Monaco                    | Alain Prost    | McLaren-TAG    | Összefoglaló |
| 425 | belga nagydíj          | Május 25.      | Spa-Francorchamps         | Nigel Mansell  | Williams-Honda | Összefoglaló |
| 426 | kanadai nagydíj        | Június 15.     | Circuit Gilles Villeneuve | Nigel Mansell  | Williams-Honda | Összefoglaló |
| 427 | kelet-amerikai nagydíj | Június 22.     | Detroit                   | Ayrton Senna   | Lotus-Renault  | Összefoglaló |
| 428 | francia nagydíj        | Július 6.      | Paul Ricard               | Nigel Mansell  | Williams-Honda | Összefoglaló |
| 429 | brit nagydíj           | Július 13.     | Brands Hatch              | Nigel Mansell  | Williams-Honda | Összefoglaló |
| 430 | német nagydíj          | Július 27.     | Hockenheimring            | Nelson Piquet  | Williams-Honda | Összefoglaló |
| 431 | magyar nagydíj         | Augusztus 10.  | Hungaroring               | Nelson Piquet  | Williams-Honda | Összefoglaló |
| 432 | osztrák nagydíj        | Augusztus 17.  | Österreichring            | Alain Prost    | McLaren-TAG    | Összefoglaló |
| 433 | olasz nagydíj          | Szeptember 7.  | Monza                     | Nelson Piquet  | Williams-Honda | Összefoglaló |
| 434 | portugál nagydíj       | Szeptember 21. | Estoril                   | Nigel Mansell  | Williams-Honda | Összefoglaló |
| 435 | mexikói nagydíj        | Október 12.    | Hermanos Rodríguez        | Gerhard Berger | Benetton-BMW   | Összefoglaló |
| 436 | ausztrál nagydíj       | Október 26.    | Adelaide                  | Alain Prost    | McLaren-TAG    | Összefoglaló |

- Öt év után először tért vissza a spanyol nagydíj, méghozzá Jerezben. A jaramai pálya tulajdonosai szerették volna, ha legalább európai nagydíjat rendezhetnének, de nem jártak sikerrel.
- A belga nagydíjat ismét májusban rendezték meg, hogy elkerüljék a száraz és meleg időt, amely az előző évben botrányos körülmények között a futam elhalasztását eredményezte.
- A brit nagydíjat Brands Hatch-ben rendezték meg, ezúttal utoljára.
- A német nagydíjra is Hockenheimben került sor, amelynek aztán végleges helyszíne lett.
- Első alkalommal került megrendezésre a magyar nagydíj.
- A portugál nagydíj szeptemberre került vissza.
- 1970 után visszatért a mexikói nagydíj is.
- Márciusban az argentin nagydíjjal szerették volna, ha kezdődik a szezon, de miután se argentin pilóta, se komoly szponzori érdeklődés nem volt, így nem rendezték meg.
- A felújítási munkálatok miatt az áprilisra tervezett japán nagydíj sem valósult meg Suzukában.
- Az apartheid-rendszer miatt egészen 1992-ig semmiféle futamot nem rendeztek Dél-Afrikában.
- A szervező cég megszűnése miatt a holland nagydíjat sem rendezték meg.
- Szeptemberi, majd június közepi időponttal harangozták be a svéd nagydíj visszatérését, amelyre nem került sor.

## Az idény
Egyes csapatok már a szezont megelőzően is teszteltek a jacarepagua-i versenypályán Rio de Janeiróban. A pole-t Senna szerezte meg a két Williams előtt. A versenyre forró és párás körülmények közt került sor. A rajtnál Mansell megpróbálta megelőzni Sennát, aki ezt nem hagyta, kifékezte őt, Mansell pedig a falban landolt. Nem sokkal később Piquet támadott és ő sikerrel is járt és elkezdett elhúzni. Senna mögött Arnoux, majd Alboreto kezdett megjelenni, eközben pedig Prost egyre jobban jött fel. Miután Piquet kiállt kereket cserélni, Prost megelőzte Sennát is és az élre állt, majd a következő kerékcserénél visszaállt az eredeti sorrend. Prost műszaki hiba miatt kiesett, így Piquet megnyerte a futamot, mögötte Senna futott be, a harmadik helyen pedig a Ligier-vel parádésan versenyző Laffite.
Három héttel később Spanyolországban folytatódott az idény. Új pálya épült Jerezben, egyórányi autóútra Sevillától, a sivatag közepén, a Costa del Sol-on. Az időjárás ennek megfelelően tökéletes volt, a létesítmény pedig modern és minden igényt kielégítő. Ismét Senna indulhatott az élről, aki meg is tartotta a vezetést, mögötte Piquet érkezett. Mansell, aki rosszul kapta el a rajtot, egyre feljebb jött és a verseny közepén megelőzte Sennát is az élen. Kisebb előnyt épített ki, de Senna és Prost már ott jártak a nyomában. Piquet motorhiba miatt fel kellett hogy adja a futamot. Tíz körrel a vége előtt Senna beérte Mansellt, és több próbálkozás után meg is előzte őt, majd lesipuskás módon Prost is bevetődött, aki így második lett. Mansell kockázatos lépéssel kereket cserélt, majd elkezdett elképesztő köröket összerakni. Négy másodperccel volt gyorsabb körönként Sennánál és gyorsan utol is érte az élen haladókat. Prost feltartotta őt, és hiába sikerült megelőznie, időt vesztett. Az utolsó körre utolérte őt, és fantasztikus befutóval minden csak azon múlt, hogy ki tud jobban kigyorsítani a célegyenesben. Ez Sennának sikerült jobban, aki mindössze másfél század különbséggel végzett az élen.
Imolába úgy érkezett a mezőny, hogy a pályát kismértékben átalakították. Eldózeroltak egy házat, hogy legyen helye a bukótérnek a két Rivazza közelében. Senna megint pole-t szerzett a két Williams előtt, de azzal már az elején számolni lehetett, hogy a futam stratégiai szempontból úgy nyerhető meg, ha az üzemanyaggal is megfelelően takarékoskodnak a pilóták. Mansell viszonylag hamar kiesett, Sennát pedig Prost és Rosberg is megelőzte. Senna autója is meghibásodott és kiesett, így a két utolsó pontszerző helyen a Benettonok álltak. A boxutcai kiállásokat követően Prost állt az élen, Piquet volt mögötte a második, aki Alboretóval szemben védte a pozícióját, de nem kellett nagyon törnie magát, mert Alboreto hamarosan kiesett. A futam végén Rosberg, majd Patrese autójából is elfogyott az üzemanyag, így Prost és Piquet mögött Berger lett a harmadik a Benettonnal.
Monacóban egy új sikánt építettek be, és a partszakaszon átépítették a pályát. Patrick Tambay Haas Lolájába már a Ford turbómotorja került, egyebekben a helyzet változatlan volt. A pole Prosté lett, mögüle Mansell és Senna indulhattak. A legnagyobb meglepetést az okozta, hogy Johnny Dumfries a másik Lotusszal nem tudott kvalifikálni. A mezőny incidens nélkül rajtolt el és az állás egy ideig változatlan maradt. Technikai probléma miatt esett ki Alboreto és Berger is, Patrese pedig a máskülönben elég gyengén teljesítő Brabham esélyeit baltázta el egy rossz boxkiállással. A Mirabeau kanyarban Tambay és Martin Brundle ütköztek össze, ami miatt mindkét versenyző kiesett. Végül Prost nyert, mögötte Rosberg lett a második, Senna pedig a harmadik.
Monacót követően a Paul Ricard versenypályán tesztelt a Brabham, hogy BT55-ös versenyautójuk gyengeségeit próbálják kiküszöbölni. Nagy tempónál leszakadt Elio de Angelis autójának hátsó szárnya, ő pedig kicsúszott, és fejjel lefelé a falba csapódott. A megfelelő felszerelés híján lévő pályabírók nem tudták őt kiszabadítani a roncsból, ami közben ki is gyulladt. Mire sikerrel jártak, a mentőhelikopterre kellett még várni, de mindhiába: de Angelis füstmérgezésben életét vesztette. Az esetet követően döntöttek úgy, hogy szigorítanak a biztonsági előírásokon. A Brabham a soron következő belga nagydíjon csak egy autóval állt rajthoz.
Belgiumban hatalmas meglepetésre Berger a másoidik helyre kvalifikálta magát, Piquet mögé. A rajtnál aztán beragadt a mögötte érkező Senna és Prost közé és összeütközött Prosttal, emiatt a mögöttük érkezők megtorpantak, Tambay autójának pedig megsérült a felfüggesztése és kiesett. Ennek köszönhetően Piquet el tudott húzni az élen, a nyomában Sennával. Mansell gyorsan utolérte őket, de megpördült és emiatt visszaesett. Ezután sorra kezdtek kiesni a versenyzők: Dumfries kicsúszott, Arnoux motorja elfüstölt, majd nem sokkal később Piquet-é is. Senna így az élre került, a nyomában loholó Mansell-lel. A boxutcai kiállásoknál aztán helyet cseréltek, és az erősebb Honda-motorral Mansell simán győzött. A harmadik helyért a két Ferrari csatázott egymással, és végül Johanssoné lett. Prost hatodik lett azzal az autóval, amely a verseny elején csúnyán megsérült és a futam után ki is kellett dobni.
Kanadában Warwick-et jelentették be mint a Brabham kettes számú pilótáját, de más változások is voltak. Marc Surer egy nagyon durva balesetet szenvedett a Hessen Rally során, és többé már nem is tért vissza a Formula–1-be. Christian Dannert kérték fel, hogy pótolja őt, de neki szerződéses kötelezettségei voltak az Osella felé, ezért ezen a hétvégén az Arrows csak egy autóval vett részt. Mansell szerezte meg a pole-t, mögötte Senna, Piquet és Prost rajtolhattak. A verseny előtti bemelegítésen Tambay autójában meghibásodott a felfüggesztés, ő pedig balesetet szenvedett, ami miatt már nem tudott a futamon rajthoz állni. A rajtnál Piquet kissé beragadt, előtte Senna és Prost haladtak. Az ötödik körben Prost megelőzte Sennát, aki a manőver miatt kicsúszott és visszaesett. Közben Rosberg is jött egyre feljebb, a 13. körben pedig már a vezetést is átvette. Csakhogy túl sok üzemanyagot használt el, ezért Mansell és Prost megérkeztek rá. Mansell egy lekörözés közben megelőzte és elhúzott az élen, Prost pedig egy elhibázott kerékcsere után visszaesett, majd parádés versenyzéssel visszajött másodiknak. A harmadik Piquet lett.
Egy héttel később a mezőny már Detroitban volt. A pálya nem volt túl népszerű a versenyzők körében: hepehupás volt, szűk, a kanyarjai pedig az utcai pálya jellege miatt szögletesek. A betonfalak pedig a legkisebb hibát is keményen megtorolták. A hétvége során Eddie Cheever helyettesítette Tambayt, Christian Danner pedig az Arrowshoz igazolhatott, miután a helyére megérkezett Allen Berg. Miután az ő autója volt a legjobban beállítva, Senna újabb pole-t szerzett, a két Williams pedig szokás szerint mögötte. A meleg, párás körülmények közt elrajtoló mezőnyt Senna és Mansell vezették, mööttük Arnoux jött. A második körben Senna autójának megtorpanását Mansell kihasználta és az élre állt, de fékproblémák miatt ez nem tartott sokáig. Senna keményebb abroncsainak köszönhetően később kellett volna, hogy kiálljon, de a 12. körben defekt miatt előre kellett hoznia, és ekkor a két Ligier vezette a versenyt. A boxkiállásokat követően aztán rendeződött a helyzet, és visszaállt a rajtsorrend. Piquet közvetlenül a boxutca bejárata előtt balesetezett, az autóját eltalálta Arnoux, majd ő Boutsen autóját is. A versenyt Senna nagy előnnyel nyerte, Prost pedig nem tudott mit kezdeni a végül második helyen célba érő Laffite-tal.
A de Angelis-balesetet követően a Paul Ricard versenypályát lerövidítették és kevésbé gyorssá tették. Tambay visszatért, és vele érkezett egy új versenymérnök, Adrian Newey, aki a March IndyCar-projektjéből jött. A hétvége folyamán jelentette be a FISA, hogy 1989-től be szeretnék vezetni a 3,5 literes motorokat. Ismét csak Senna szerzett pole-t, mögötte a két Williamsszel. A rajtnál Mansell átvette a vezetést, miközben Alboreto autója állva maradt. Fabi és Warwick is összeütköztek, ami miatt mindkettejüknek ki kellett állnia a boxba. Senna szinte pontosan ugyanott, ahol az előző évben is, kiesett - megcsúszott egy olajfolton, amit de Cesaris Minardija hagyott. Mansellt így Arnoux és Berger üldözték, akiket megelőzött előbb Prost, majd Piquet is.
A brit nagydíjra hatalmas tömeg látogatott ki, akik a hazai hős, Mansell győzelmét várták. Laffite számára ez volt a 176. nagydíjrajt, amivel beállította Graham Hill akkori rekordját. Ugyanezen a hétvégén tért vissza a paddockba a márciusban súlyos sérülést szenvedő Frank Williams is. Bejelentették, hogy a Ligier három évre szóló motorszállítói szerződést kötött az Alfa Romeóval, ahogy a Lotus is a Hondával. A pole-ba Piquet került, a második helyre Mansell, a harmadikra Senna kvalifikált. Laffite számára nem sikerült jól az időmérő, csak a tizenkilencedik lett. A rajtnál Mansell jött el az élen, ám elkezdett lassulni - nagy szerencséjére a futamot másodpercekkel később megszakították egy nagy baleset miatt. Boutsen autója megcsúszott, neki a falnak, amiről visszapattant, egyenesen a hátulról rajtolók elé. Johanssonnak félre kellett rántania a kormányt, de a mellette jövő Laffite-nak nem volt szerencsére és telibe találta a falat. Boutsen autójába még belerohant az osellás Ghinzani és Christian Danner, de érintett volt a balesettel a két Minardi, a két Zakspeed és Allen Berg a másik Osellával. Laffite-ot úgy kellett kivágni a roncsok közül, mindkét lába eltörött, és pályafutása véget is ért. Jonathan Palmer, aki egyben képzett elsősegélynyújtó is, segített versenyzőtársán, amíg a segítség meg nem érkezett. Csak másfél óra múlva indult el a verseny, és eddigre Mansell is átült a tartalékautóba. Piquet haladt az élen, mögötte Mansell, majd Berger a Benettonnal. Ő valamivel később kiesett, ahogy Rosberg is, és ugyanekkor Mansell megelőzte Piquet-t az élen. Végül váltóhiba miatt Senna is kiesett. A harmadik helyet Prost örökölte meg a rossz boxtaktikát választó Arnoux-tól.
A Hockenheimben megrendezett német nagydíjon a Ligier pilótája már Philippe Alliot lett, de volt más bejelentés is. A Honda például itt jelentette be, hogy 1987-től a Lotus partnerei is lesznek, és hogy Senna csapattársa Nakadzsima Szatoru lesz. Itt versenyzett először az Arrows A9-es versenyautó, Keke Rosberg pedig közölte, hogy az idény végén visszavonul. Rosberg a pole-t is megszerezte a hétvégén, a csapattársa előtt, de Senna mindkettejüket lerajtolta. Berger és Piquet is kihasználták a lehetőséget, és megelőzték a McLareneket. Alliot jól rajtolt, de balesetbe keveredett, mikor kiütötte Johanssont, aki magával rántotta Teo Fabit is. Rosberg később visszaszerezte a vezetést és Piquet is egyre feljebb jött, majd hamarosan az élre állt. Később a jó boxtaktikájával tartani tudta ezt a pozíciót és meg is nyerte a futamot. Mögötte Senna futott be, miután az utolsó előtti körben mindkét McLarennek elfogyott az üzemanyaga és hátraestek. A harmadik helyre Mansell ért oda.
Az első alkalommal megrendezett magyar nagydíjon mondhatni, hohgy szokás szerint Sennáé lett a pole, mögötte Piquet és Prost rajtolt. Mansell, aki ekkor vezette a világbajnokságot, csak a negyedik helyről vághatott neki a futamnak. A rajtnál Senna jött el elsőnek, a nyomában Mansell-lel. A 11. körben Prost Mansell elé került, később pedig Piquet átvette a vezetést. A McLareneknek rossz futama volt, mert Prostnak elektronikai probléma miatt ki kellett állnia a boxba, ami tönkretette Rosberg boxkiállását is. A verseny vége felé volt egy kis izgalom, mert a boxkiállása után Piquet Senna mögé került, de nagy hajrával feljött és újra az élre állt. Meg is nyerte a versenyt, mögötte Senna és Mansell értek még fel a dobogóra. Ez azt jelentette, hogy Mansell, Senna, Piquet és Prost is mind esélyesek voltak ara, hogy megszerezzék a bajnoki címet.
A soron következő osztrák nagydíjon meglepetésre Teo Fabi került pole-ba, mögötte a csapattárs Bergerrel. A BMW-motoros Benettonoknak feküdt a gyors pálya, így ez nem volt meglepetés, annál inkább Patrese negyedik helye az egyébként harmatgyenge Brabhammel. Az autója a rajt előtt meghibásodott, így a csapattárs Warwick át kellett, hogy adja neki az autóját. A rajtnál Berger lerajtolta Fabit, ezután a két Benetton elhúzott a riválisoktól. Sennának elektronikai probléma miatt fel kellett adnia a futamot, és Fabi is kiesett nem sokkal később. De Berger sem sokáig állt az élen, mert meghibásodás miatt ő is visszaesett. Először Mansell állt az élre, majd Prost, Piquet pedig szintén kiesett. Nem sokkal ezután Mansell is feladni kényszerült a futamot, így Prost került az élre, mögötte a két Ferrarival, Alboretóval és Johannsonnal. Rajtuk kívül a két Haas Lola szerzett még pontot, valamint Christian Danner az Arrows-szal.
Az olasz nagydíj előtt jött a bejelentés, hogy John Barnard tervező a McLarentől a Ferrarihoz igazolt. Ezen a versenyen jelent meg először az AGS csapat, egy autóval, amit Ivan Capelli vezetett. Alboreto elindult ugyan a versenyen, de nem volt száz százalékos a teljesítménye, miután nem sokkal előtte motorbalesetet szenvedett. Az Osella csapat egy helyi versenyzőnek, Alex Caffinak adott volánt. A pole-t ismét Teo Fabi szerezte meg, mögötte Prost és Mansell rajtolhatott. A rajt előtt mind Fabinak, mind Prostnak technikai gondja akadt, és míg Fabi a mezőny hátuljáról rajtolt el, Prost a boxutcából, a tartalék autóval. Mivel az első sor megürült, a negyedik helyről induló Berger átbvette a vezetést a rajtnál Manselltől. Sennának szinte azonnal elromlott a váltója és kiesett. Az első négyest alkotó Berger, Mansell, Piquet és Alboreto lassan kezdtek elhúzni a mezőny többi tagjától. A hetedik körtől Berger elkezdett üzemanyagot spórolni, így visszaesett negyediknek, és most már Mansell állt az élen. Közben Prost és Fabi is jöttek fel; Prost már a hatodik helyen járt, amikor fekete zászlóval kiintették a versenyből a szabálytalan autócsere miatt. Ha nem is kellett volna kiállnia, a motorja akkor is megadta volna magát pillanatokon belül. Alboreto egy kipördüléses ütközés miatt hátracsúszott, így a két Williams küzdött egymással. Piquet megszerezte a vezetést és győzött is Mansell előtt, a harmadik pedig Johansson lett. A bajnokság ekkor úgy állt, hogy Mansell vezette, öt pont előnnyel Piquet előtt, aki megelőzte a tabellán Prostot.
Portugáliába szinte változatlanul érkezett a mezőny, Alex Caffi helyén ismét Allen Berg ült az Osellában. A hétvége során a Pirelli bejelentette, hogy év végével kiszáll, és ugyanerre jutott a Renault is, mint motorszállító. A Ferrari is bejelentéssel készült: Bergert igazolták le Johansson helyére a következő évtől. A pole ismét Sennáé lett, mögötte Mansell és Prost érkeztek. A rajtnál Mansell átvette a vezetést és megnyerte a versenyt, senki által nem zavartatva. Senna sokáig második volt, de az utolsó körben elfogyott az üzemanyaga, így csak negyedik helyen ért célba. Így Prost lett a második, Piquet pedig harmadik.
Tizenhat évvel az utolsó mexikói nagydíj után újra futamot rendezett az ország. A pálya a földrajzi jellegzetességek miatt ritkább levegőjű területen, hepehupás aszfalton feküdt. Az AGS csapat nem jött el, minden más változatlan maradt. Senna ismét pole-t ért el, majd Piquet és Mansell követték. Mansellnek szüksége volt a jó eredményre, mert akár már itt világbajnok lehetett volna, de elrontotta a rajtot és hátrazuhant. Az élen Piquet, Senna, Berger és Prost haladtak - a negyedik helyen álló Berger bízott a Pirelli giumik tartósságában és inkább nem állt ki akkor, amikor a riválisok, ezzel előnyt szerezve. Piquet sokáig vezetett, ám a felfüggesztése meghibásodott és elkezdett visszaesni. Berger mindezeknek köszönhetően megnyerte a futamot, mögötte pedig Prost és Senna végeztek. A két Williams csak negyedik és ötödik lett. Betlizésük azt is jelentette, hogy bár Mansell továbbra is az élen állt, előnye hat pont volt Prost és hét Piquet előtt.
A mindent eldöntő ausztrál nagydíjon tehát még mindig háromesélyes volt a bajnokság. Ugyan a Williamsek sokkal gyorsabbak voltak, mint Prost, ő szorgalmasan gyűjtögette a pontokat, míg a rivális csapattársak gyakran egymással csatáztak. Mansell került a pole-ba, mögötte Piquet és Senna rajtolhattak, Prost csak negyedik lett. A rajtnál Senna került az élre, Mansell mellett pedig Piquet és Rosberg is elmentek, a kör végén pedig már Piquet vezetett. Ezután Senna elkezdett visszaesni, Prost pedig jött fel. A hetedik körben Rosberg átvette a vezetést, Prost pedig Piquet mögött jött. A 23. körben Piquet megpördült, Prost pedig defektet szedett össze, amely a világbajnoki esélyeinek a végét jelentette volna. Ki kellett állnia kereket cserélni, és ekkor a negyedik helyre jött fel. Piquet is felzárkózott és a 44. körben visszaszerezte a második helyet Manselltől, Prost pedig felzárkózott rájuk.
A 63. körben Rosberg kiesett az élről a jobb hátsó gumi hibája miatt. Mansell a győzelem és a világbajnoki cím felé haladt, amikor két körrel később nagy sebességnél ő is defektet kapott. Szerencséjére megúszta baleset nélkül, de kiesett, és ezzel a bajnoki esélyei is elszálltak. A Williams kénytelen volt PIquet-t is kihívni, nehogy megismétlődjön az eset, így Prost került az élre. Piquet a végén ugyan nagyot jött, de hiába rohamozott, a futam végén így is négy másodperces hátránya volt. Prost lett a világbajnok, aki megvédte a címét, a Williams pedig a konstruktőri bajnoki címmel vigasztalódhatott.
Sokkal később Mansell elmesélte, hogy az év végi díjátadó gálán Bertie Martin, az adaleide-i pálya igazgatója azt mondta neki: ha eltalálta volna a falat és szétszóródtak volna a törmelékek, akkor nagy valószínűséggel piros zászlóval megszakították volna a futamot, és mivel a táv kétharmadát lefutották, Mansell világbajnok lett volna.

## Bajnokság végeredménye

### Versenyzők
Pontozás:
| Helyezés | 1. | 2. | 3. | 4. | 5. | 6. | 7.-20. |
| -------- | -- | -- | -- | -- | -- | -- | ------ |
| Pont     | 9  | 6  | 4  | 3  | 2  | 1  | 0      |

Az érvényben lévő pontozási rendszer szerint csak a legjobb tizenegy eredményét számolták a pilótáknak az idény végén. Zárójelben látható az a pontszám, amelyet az összes pont összeadásával szereztek. A konstruktőri bajnokságban valamennyi megszerzett pont számított.
| Helyezés | Versenyző          | BRA | ESP | SMR | MON | BEL | CAN | USA | FRA | GBR | GER | HUN | AUT | ITA | POR | MEX | AUS | Pont    |
| -------- | ------------------ | --- | --- | --- | --- | --- | --- | --- | --- | --- | --- | --- | --- | --- | --- | --- | --- | ------- |
| 1        | Alain Prost        | Ki  | 3   | 1   | 1   | 6   | 2   | 3   | 2   | 3   | 6   | Ki  | 1   | Kiz | 2   | 2   | 1   | 72 (74) |
| 2        | Nigel Mansell      | Ki  | 2   | Ki  | 4   | 1   | 1   | 5   | 1   | 1   | 3   | 3   | Ki  | 2   | 1   | 5   | Ki  | 70 (72) |
| 3        | Nelson Piquet      | 1   | Ki  | 2   | 7   | Ki  | 3   | Ki  | 3   | 2   | 1   | 1   | Ki  | 1   | 3   | 4   | 2   | 69      |
| 4        | Ayrton Senna       | 2   | 1   | Ki  | 3   | 2   | 5   | 1   | Ki  | Ki  | 2   | 2   | Ki  | Ki  | 4   | 3   | Ki  | 55      |
| 5        | Stefan Johansson   | Ki  | Ki  | 4   | 10  | 3   | Ki  | Ki  | Ki  | Ki  | 11  | 4   | 3   | 3   | 6   | 12  | 3   | 23      |
| 6        | Keke Rosberg       | Ki  | 4   | 5   | 2   | Ki  | 4   | Ki  | 4   | Ki  | 5   | Ki  | 9   | 4   | Ki  | Ki  | Ki  | 22      |
| 7        | Gerhard Berger     | 6   | 6   | 3   | Ki  | 10  | Ki  | Ki  | Ki  | Ki  | 10  | Ki  | 7   | 5   | Ki  | 1   | Ki  | 17      |
| 8        | Jacques Laffite    | 3   | Ki  | Ki  | 6   | 5   | 7   | 2   | 6   | Ki  |     |     |     |     |     |     |     | 14      |
| 9        | Michele Alboreto   | Ki  | Ki  | 10  | Ki  | 4   | 8   | 4   | 8   | Ki  | Ki  | Ki  | 2   | Ki  | 5   | Ki  | Ki  | 14      |
| 10       | René Arnoux        | 4   | Ki  | Ki  | 5   | Ki  | 6   | Ki  | 5   | 4   | 4   | Ki  | 10  | Ki  | 7   | 15  | 7   | 14      |
| 11       | Martin Brundle     | 5   | Ki  | 8   | Ki  | Ki  | 9   | Ki  | 10  | 5   | Ki  | 6   | Ki  | 10  | Ki  | 11  | 4   | 8       |
| 12       | Alan Jones         | Ki  | Ki  | Ki  | Ki  | 11  | 10  | Ki  | Ki  | Ki  | 9   | Ki  | 4   | 6   |     | Ki  | Ki  | 4       |
| 13       | Johnny Dumfries    | 9   | Ki  | Ki  | NK  | Ki  | Ki  | 7   | Ki  | 7   | Ki  | 5   | Ki  | Ki  | 9   | Ki  | 6   | 3       |
| 14       | Philippe Streiff   | 7   | Ki  | Ki  | 11  | 12  | 11  | 9   | Ki  | 6   | Ki  | 8   | Ki  | 9   | Ki  | Ki  | 5   | 3       |
| 15       | Patrick Tambay     | Ki  | 8   | Ki  | Ki  | Ki  | Ki  |     | Ki  | Ki  | 8   | 7   | 5   | Ki  | HN  | Ki  | HN  | 2       |
| 16       | Teo Fabi           | 10  | 5   | Ki  | Ki  | 7   | Ki  | Ki  | Ki  | Ki  | Ki  | Ki  | Ki  | Ki  | 8   | Ki  | 10  | 2       |
| 17       | Riccardo Patrese   | Ki  | Ki  | 6   | Ki  | 8   | Ki  | 6   | 7   | Ki  | Ki  | Ki  | Ki  | Ki  | Ki  | 13  | Ki  | 2       |
| 18       | Christian Danner   | Ki  | Ki  | Ki  | NK  | Ki  | Ki  | Ki  | 11  | Ki  | Ki  | Ki  | 6   | 8   | 11  | 9   | Ki  | 1       |
| 19       | Philippe Alliot    |     |     |     |     |     |     |     |     |     | Ki  | 9   | Ki  | Ki  | Ki  | 6   | 8   | 1       |
| 20       | Thierry Boutsen    | Ki  | 7   | 7   | 8   | Ki  | Ki  | Ki  | HN  | HN  | Ki  | Ki  | Ki  | 7   | 10  | 7   | Ki  | 0       |
| 21       | Derek Warwick      |     |     |     |     |     | Ki  | 10  | 9   | 8   | 7   | Ki  | NI  | Ki  | Ki  | Ki  | Ki  | 0       |
| 22       | Jonathan Palmer    | Ki  | Ki  | Ki  | 12  | 13  | Ki  | 8   | Ki  | 9   | Ki  | 10  | Ki  | Ki  | 12  | 10  | 9   | 0       |
| 23       | Huub Rothengatter  |     |     | Ki  | NK  | Ki  | 12  | Ki  | Ki  | Ki  | Ki  | Ki  | 8   | Ki  | Ki  |     | Ki  | 0       |
| 24       | Andrea de Cesaris  | Ki  | Ki  | Ki  | NK  | Ki  | Ki  | Ki  | Ki  | Ki  | Ki  | Ki  | Ki  | Ki  | Ki  | 8   | Ki  | 0       |
| 25       | Elio de Angelis    | 8   | Ki  | Ki  | Ki  |     |     |     |     |     |     |     |     |     |     |     |     | 0       |
| 26       | Marc Surer         | Ki  | Ki  | 9   | 9   | 9   |     |     |     |     |     |     |     |     |     |     |     | 0       |
| 27       | Piercarlo Ghinzani | Ki  | Ki  | Ki  | NK  | Ki  | Ki  | Ki  | Ki  | Ki  | Ki  | Ki  | 11  | Ki  | Ki  | Ki  | Ki  | 0       |
| 28       | Allen Berg         |     |     |     |     |     |     | Ki  | Ki  | Ki  | 12  | Ki  | Ki  |     | 13  | 16  | HN  | 0       |
| 29       | Alessandro Nannini | Ki  | Ki  | Ki  |     | Ki  | Ki  | Ki  | Ki  | Ki  | Ki  | Ki  | Ki  | Ki  | HN  | 14  | Ki  | 0       |
| —        | Ivan Capelli       |     |     |     |     |     |     |     |     |     |     |     |     | Ki  | Ki  |     |     | 0       |
| —        | Eddie Cheever      |     |     |     |     |     |     | Ki  |     |     |     |     |     |     |     |     |     | 0       |
| —        | Alex Caffi         |     |     |     |     |     |     |     |     |     |     |     |     | HN  |     |     |     | 0       |
| Helyezés | Versenyző          | BRA | ESP | SMR | MON | BEL | CAN | USE | FRA | GBR | GER | HUN | AUT | ITA | POR | MEX | AUS | Pont    |

### Konstruktőrök
| Helyezés | Konstruktőr            | Model          | Motor                      | Gumi | Győzelem | Dobogós hely | Pole | Leggy. kör | Pont |
| -------- | ---------------------- | -------------- | -------------------------- | ---- | -------- | ------------ | ---- | ---------- | ---- |
| 1        | Williams-Honda         | FW11           | Honda RA166E               | G    | 9        | 19           | 4    | 11         | 141  |
| 2        | McLaren-TAG            | MP4/2C         | TAG Porsche P01            | G    | 4        | 12           | 2    | 2          | 96   |
| 3        | Lotus-Renault          | 98T            | Renault EF15B              | G    | 2        | 8            | 8    |            | 58   |
| 4        | Ferrari                | F1/86          | Ferrari 032                | G    |          | 5            |      |            | 37   |
| 5        | Ligier-Renault         | JS27           | Renault EF4B Renault EF15  | P    |          | 2            |      |            | 29   |
| 6        | Benetton-BMW           | B186           | BMW M12/13                 | P    | 1        | 2            | 2    | 3          | 19   |
| 7        | Tyrrell-Renault        | 014 015        | Renault EF4B Renault EF15  | G    |          |              |      |            | 11   |
| 8        | Haas Lola-Ford         | THL2           | Ford GBA                   | G    |          |              |      |            | 6    |
| 9        | Brabham-BMW            | BT54 BT55      | BMW M12/13                 | P    |          |              |      |            | 2    |
| 10       | Arrows-BMW             | A8 A9          | BMW M12/13                 | G    |          |              |      |            | 1    |
| 11       | Zakspeed               | 861            | Zakspeed 1500/4            | G    |          |              |      |            |      |
| 12       | Osella-Alfa Romeo      | FA1F FA1G FA1H | Alfa Romeo 890T            | P    |          |              |      |            |      |
| 13       | Haas Lola-Hart         | THL1           | Hart 415T                  | G    |          |              |      |            |      |
| 14       | AGS-Motori Moderni     | JH21C          | Motori Moderni Tipo 615-90 | P    |          |              |      |            |      |
| 15       | Minardi-Motori Moderni | M185B M186     | Motori Moderni Tipo 615-90 | P    |          |              |      |            |      |